# ماغدالينا آيسيغا
ماريا ماغدالينا آيسيغا أميكاريلي (بالإسبانية: María Magdalena Aicega Amicarelli) هي لاعبة هوكي حقل أرجنتينية ولدت في يوم 1 نوفمبر 1973 في بوينس آيرس. فازت مع منتخب الأرجنتين لهوكي الحقل للسيدات بميدالية فضية في دورة الألعاب الأولمبية الصيفية 2000 في سيدني وفازت بميداليتين برونزيتين في دورتي الألعاب الأولمبية الصيفية 2004 في أثينا والألعاب الأولمبية الصيفية 2008 في بكين. فازت أيضاً مع المنتخب ببطولة العالم في سنة 2002.